# Drönare (luftfarkost)

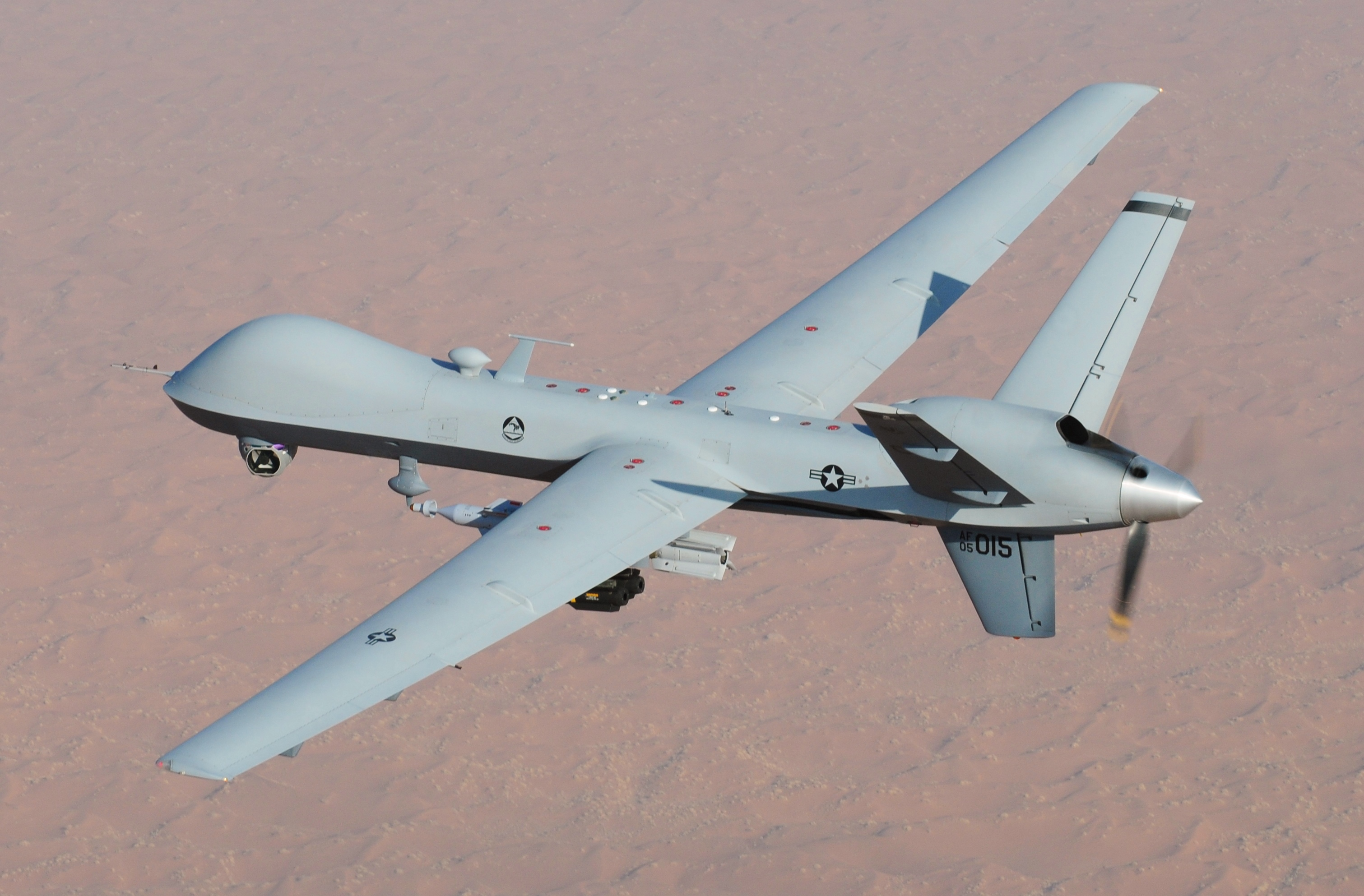
General Atomics MQ-9 Reaper

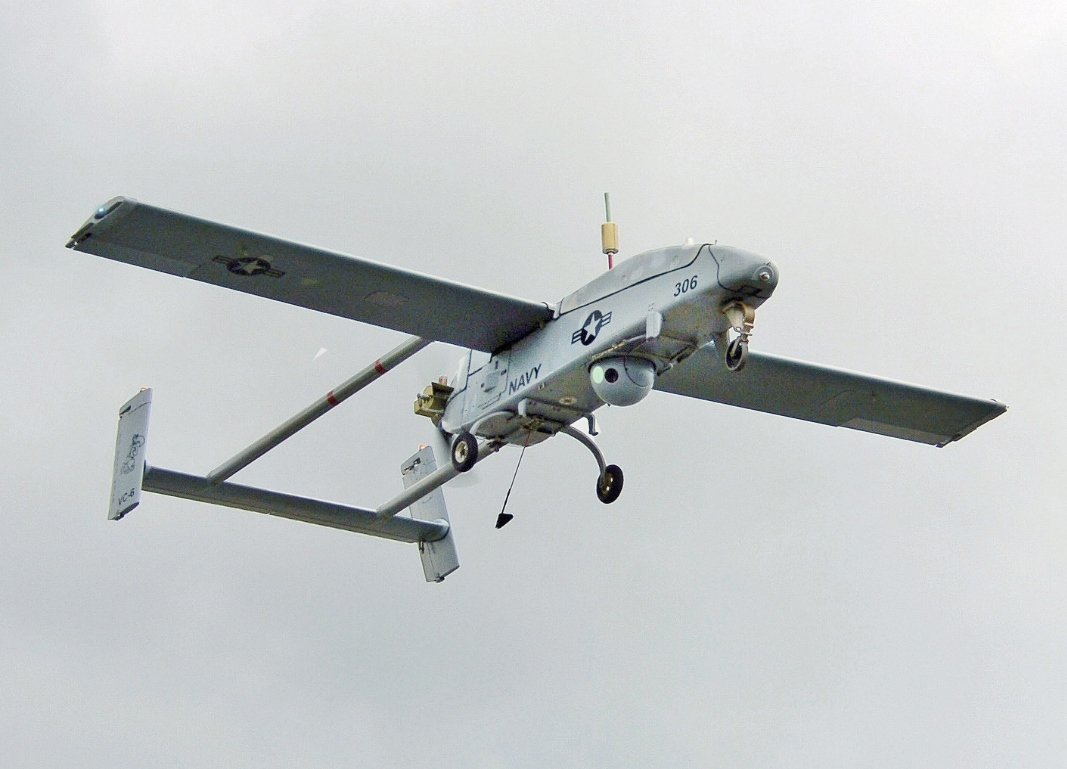
AAI RQ-2B Pioneer

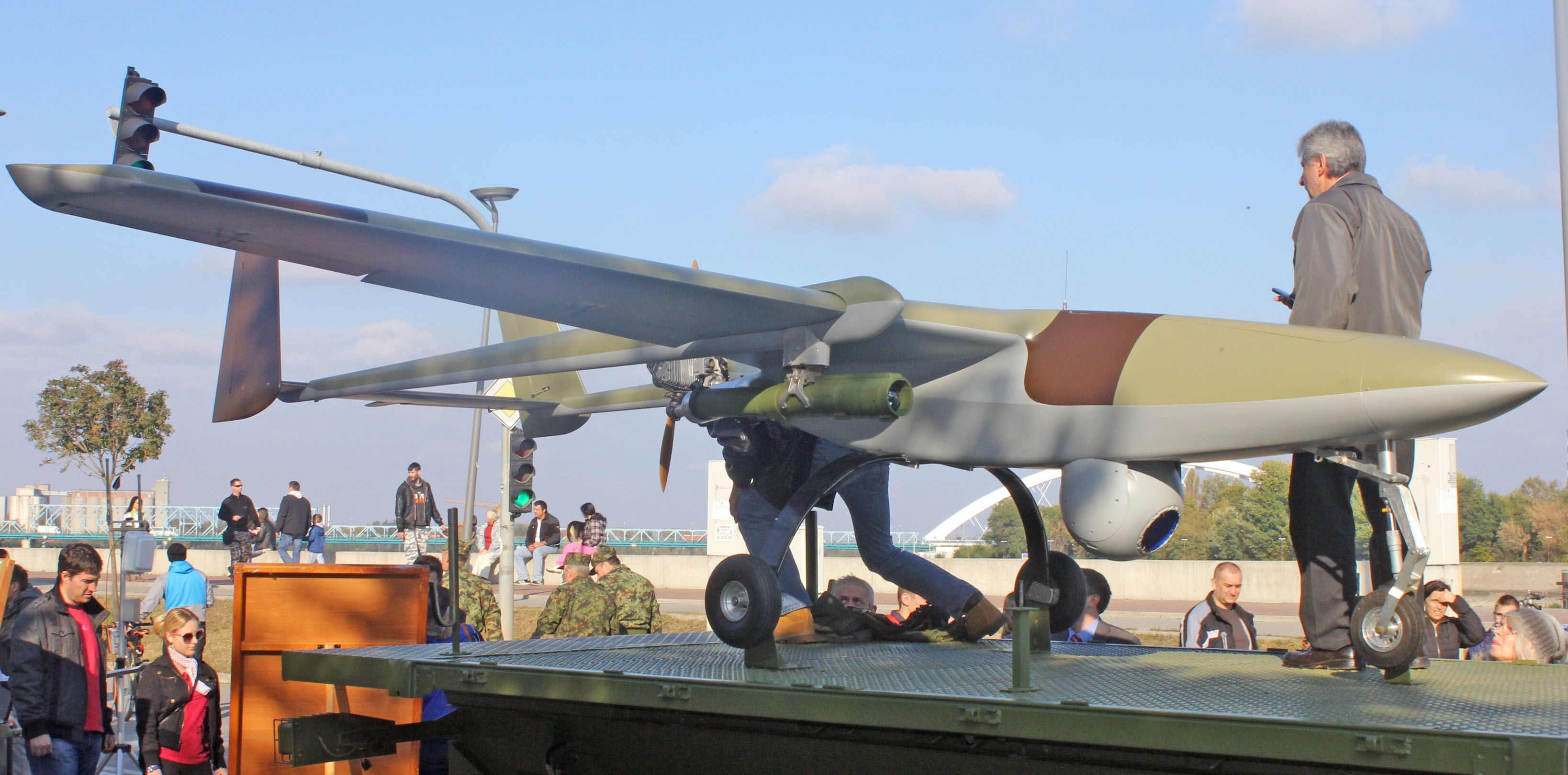
Pegaz 011

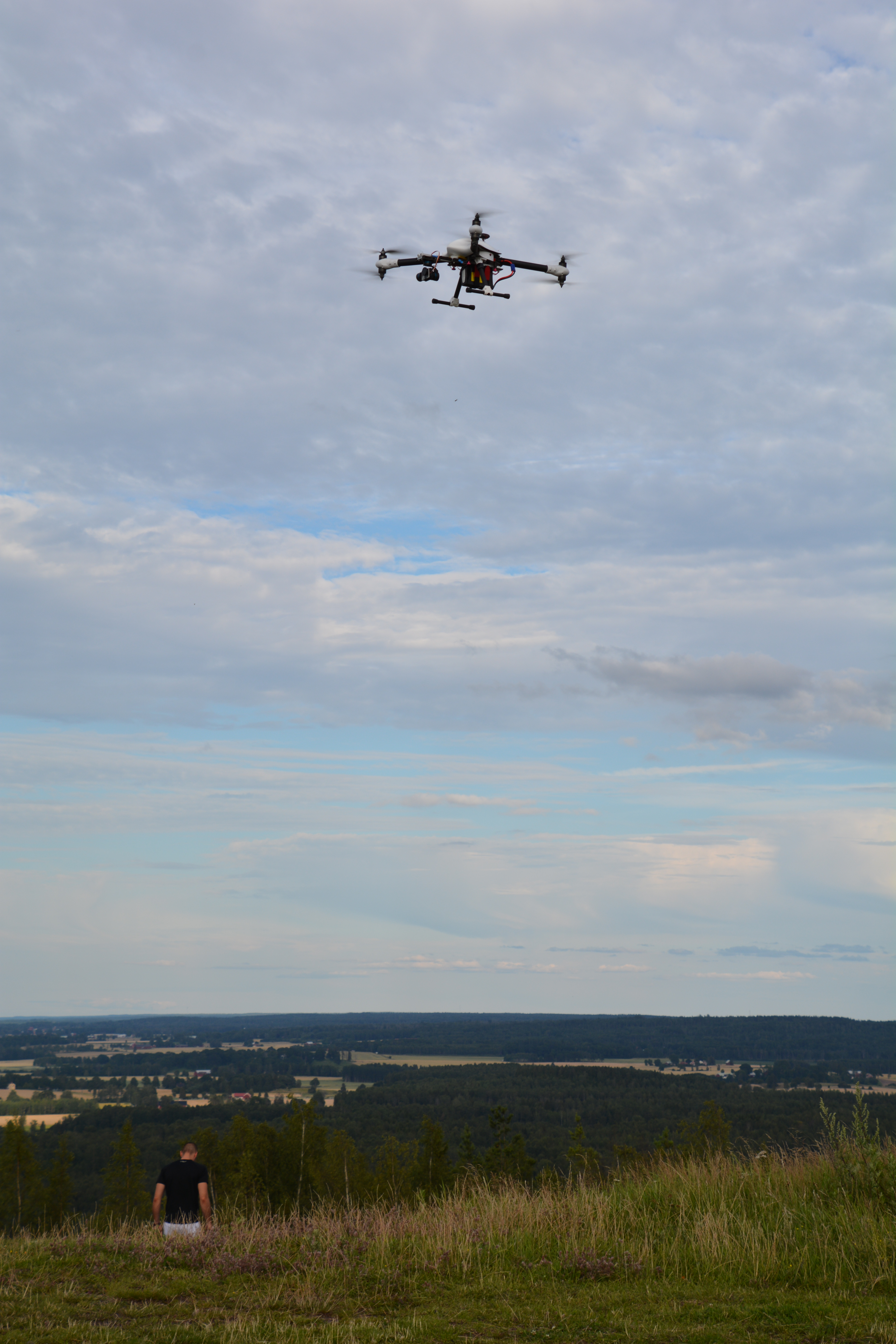
En kameraförsedd drönare av typen quadkopter, med operatör, över Kvarntorpshögen

Drönare, även kallat obemannad luftfarkost eller UAV (engelska: unmanned aerial vehicle), är ett samlingsnamn på motorförsedda luftfartyg utan pilot ombord som kan flyga autonomt eller fjärrstyras. Drönare finns i alla storlekar; från luftfartyg på hundratalet gram som startas genom att kastas för hand till farkoster på tusentals kilo som startar och landas som vanliga flygplan. Transportstyrelsen använder termen UAS (unmanned aerial systems), vilket omfattar själva farkosten samt dess kringutrustning som är nödvändig för att starta, flyga och landa det obemannade luftfartyget.
Exempel på användningsområden är flygfotografering, vilket kan kräva tillstånd, eller strid med stridsdrönare. En drönare utformad som ett flygplan kallas även förarlöst plan eller drönare med fasta vingar. En drönare utformad som helikopter med tre eller fler rotorer kallas multikopter. Quadkopter, hexakopter, octokopter är benämningar på drönare med 4, 6 respektive 8 rotorer.
Ordet drönare har under senare år fått en utvidgad betydelse så att även obemannade markfordon och obemannade undervattensfarkoster inkluderas. Dessa kan vara fjärrstyrda eller autonoma. En obemannad undervattensfarkost kan fjärrstyras via radio eller kabel.

## Fjärrstyrning
En drönare fjärrstyrs av en operatör från en markstation med hjälp av radiokommunikation. Markstationen kan även ta emot den information som drönaren samlar in. Den enklaste formen av drönare flyger inom synhåll och bibehåller rätt flygläge genom att operatören visuellt observerar den. Andra system kan flyga bortom den visuella horisonten och genom inbyggda styr- och navigeringssystem till viss del uppträda autonomt (under fjärrövervakning) för att till exempel följa ett mål på marken.
Tappar drönaren kontakten med markstationen så förloras förmågan att kontrollera farkosten. För att undvika att drönaren havererar kan den förprogrammeras att återvända till en fastställd plats för att komma inom radioräckvidd eller landa.

## Civil användning i Sverige
Drönarens användningsområden är många och olika som till exempel leksaksdrönare, tävlingsdrönare, foto- och videodrönare eller drönare för industriell verksamhet. Flygning med drönare regleras av lagar och föreskrifter som gäller för all luftfart. Vilka regler som gäller och om det krävs tillstånd beror främst på vad drönaren skall användas till.

### EU-gemensamma drönarregler från 1 januari 2021
För att underlätta utvecklingen av drönare och samtidigt behålla den höga säkerheten i takt med att trafiken ökar, gäller nya drönarregler från och med den 1 januari 2021. Reglerna är gemensamma inom hela EU.  Drönare delas in i öppen, specifik och certifierad kategori. Det finns krav på bland annat registrering av operatörer (den som har ansvaret för drönaren), från tredje kvartalet 2021 sänktes åldersgräns för fjärrpiloter från 16 år till 15 (den som kontrollerar drönaren) och 18 års åldersgräns för operatörer, utbildning av fjärrpiloter och C-klassificering av drönare.
Nedan visas en förenklad översikt av vilka krav på drönarkort som gäller för den de olika C-klasserna av drönare inom den öppna kategorin. Huvudregeln för den öppna kategorin är att flygning ska ske inom synhåll, maximalt 120 meter över marken och inte över människor. Drönare som ska flygas på annat sätt omfattas av någon av de två andra kategorierna. Drönarkort i den öppna kategorin finns i kategorierna A1/A3 och A2. Transportstyrelsen tar ut en avgift på 130 kr för teoriprovet som utförs helt online. Remiss på förhöjd avgift är inlämnad och föreslås från 2023 att uppgå till 390 kr. Eftersom reglerna gäller hela EU så kan man utföra teoriprovet via ett annat EU land. T ex får man drönarkort för kategorin A1/A3 helt utan avgift från Luxenburgs sida.
Utbildning behöver baseras på Transportstyrelsens material men får utföras hos valfri utbildare. Flera aktörer existerar, några riktar sig främst till kommersiellt bruk. Andra riktar sig främst till privata piloter. 
| Drönarens klass | Några av de tekniska specifikationer för drönarklassen                                                    | Kategori på drönarkortet |
| --------------- | --- | --- |
| C0              | Drönaren får väga maximalt 250 gram                                                                       | Krav på drönarkort och åldersgräns saknas. |
| C1              | Drönaren får väga maximalt 900 gram. Maximal hastighet 19 meter per sekund.                               | Kan flygas med A1/A3 drönarkort. |
| C2              | Drönaren får väga maximalt 4 kilogram. Ska kunna flygas i ett låghastighetsläge (maximalt 3 meter/sekund) | Kan flygas med A1/A3 drönarkort på långt horisontellt avstånd från människor. Kan flygas med A2 drönarkort som närmast 5 meter horisontellt från människor. |
| C3              | Drönaren får väga maximalt 25 kilogram och vara maximalt 3 meter bred.                                    | Kan flygas med ett A1/A3 drönarkort på långt horisontellt avstånd från människor.                                                                           |
| C4              | Drönaren får väga maximalt 25 kilogram och ska inte kunna styras automatiskt.                             | Kan flygas med ett A1/A3 drönarkort på långt horisontellt avstånd från människor.                                                                           |

Från januari 2021 ska drönare som säljs inom EU vara märkta med vilken C-klass de tillhör. Drönare som inte har klassats i någon av klasserna C0 - C4 omfattas av övergångsregler under perioden 1 januari 2021 - 31 december 2022.

## Militär användning
I militära sammanhang används drönare främst till spaning samt vapeninsats.

### Amerikansk användning av stridsdrönare
USA genomförde under 2000-talet i Afghanistankriget flera militära drönarattacker med stridsdrönare för att inte behöva riskera amerikanska liv. Farkosterna styrdes från flygbaser i USA eller skyddade högkvarter i Afghanistan.[källa behövs], Jemen. Sudan eller Pakistan. Från USA:s Joint Special Operation Command dödar drönare människor som står på USA:s dödslista - en lista som omfattar flera tusen namn. Det första stora tillslaget man känner till i Jemen skedde den 17 december 2009, beordrat av president Obama. Då dödades 46 civilpersoner i byn al-Majalah. civila; mer än hälften var kvinnor och barn. I en del fall har även amerikanska medborgare dödats.

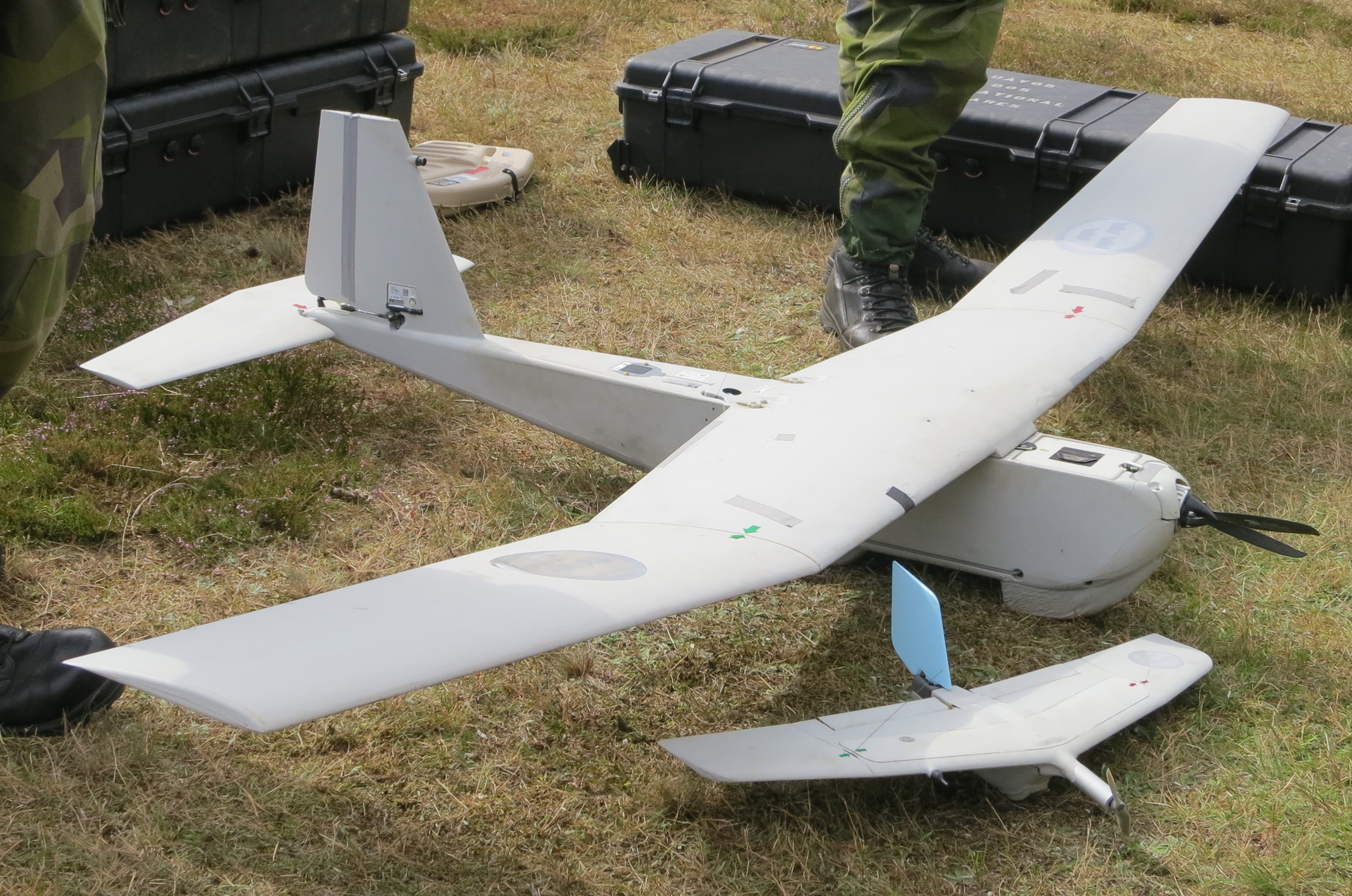
UAV 05 Svalan/Korpen

Drönare som USA har sänt in i Pakistan har dödat långt fler civila människor än USA:s regering har medgett, visar en gemensam studie från två amerikanska universitet. Bara två procent av alla skadade och döda utgörs av mål på ”hög nivå” bland dem som USA försöker komma åt och döda. Drönarattacker dödade mellan 2 562 och 3 325 personer från juni 2004 till september 2012. Av dessa var mellan 474 och 881 personer civila, varav 176 barn. USA:s regering har sagt att nästan inga civila dödsfall har förekommit i drönaranfallen.

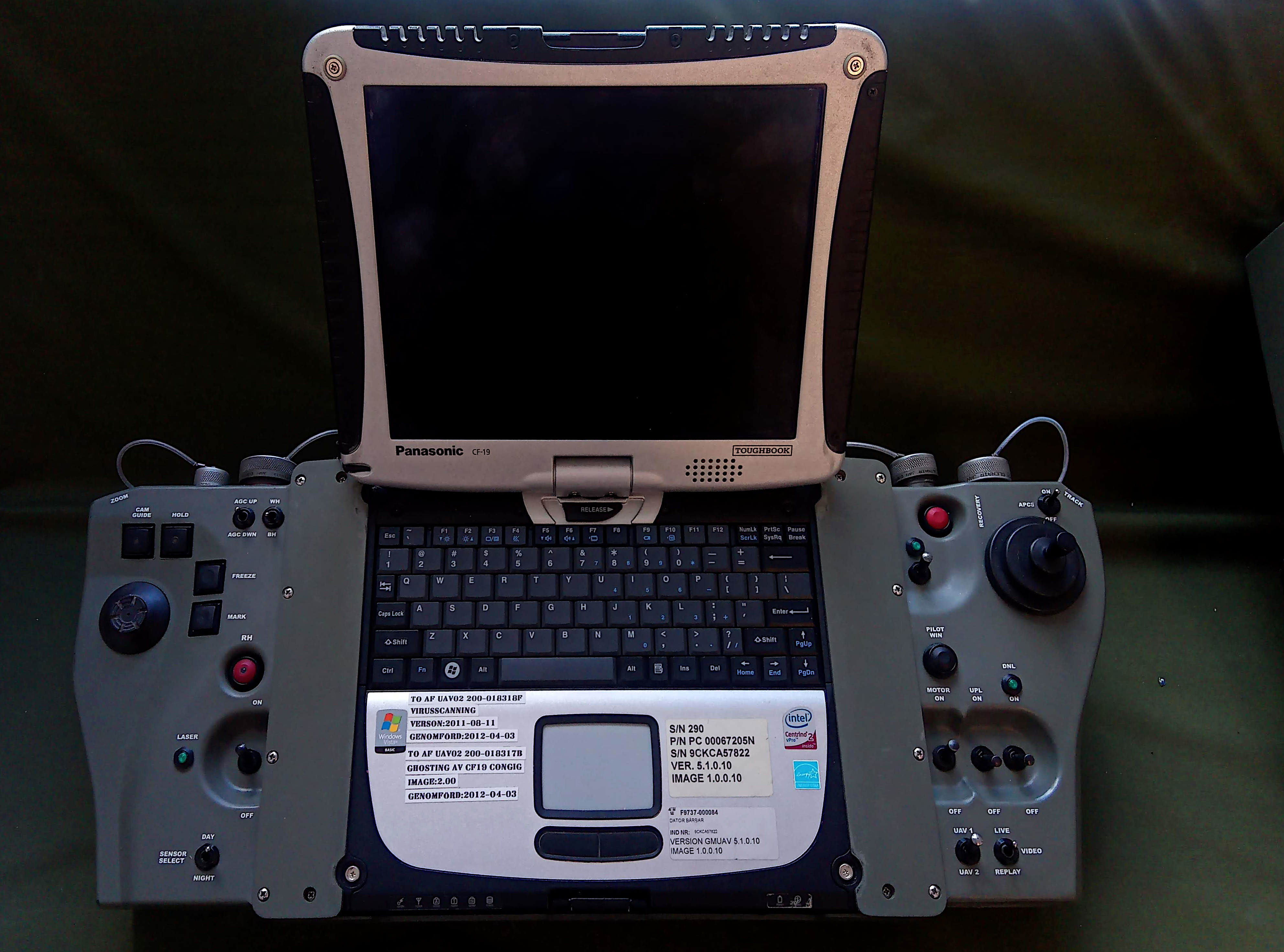
Svensk "toughbook" bärbar dator med UAV-kontroller från 2012 för att fjärrstyra drönare på Arboga robotmuseum.

 Enligt Bureau of Investigative Journalism har USA mellan 2004 och april 2013 utfört 368 attacker och dödat mellan 2 541 och 3 533 människor, varav 411–884 civila och 168–197 barn. Totalt antal skadade: 1173–1472 människor.

#### Kritik mot amerikansk användning av stridsdrönare
Drönarattackerna har av Mark Klamberg, folkrättsforskare vid Stockholms universitet, uppfattas som problematiska sett ur internationellt rättsperspektiv. Dels för att de löser upp rådande regler för när dödligt våld får tillgripas och dels för att de utförs utan hänsyn till andra länders gränser och självbestämmande. Kritik framfördes att amerikanerna inte skulle acceptera att metoden användes på deras eget territorium.  En domstol i Peshawar har förklarat att drönarattackerna utgör illegala krigsbrott.

### Användning i svenska försvarsmakten
Användandet av drönare inom Försvarsmakten går tillbaka till 1959, då den fjärrstyrda målroboten Rb 01 Jindivik flög för första gången. Numera används drönare framförallt som en underrättelse- samt spaningsresurser och verksamheten leds av Livregementets husarer (K3) i Karlsborg, som även bidrar med drönarsystem vid internationella insatser.
Försvarsmakten delar upp drönarsystemen i två kategorier; taktisk UAV (TUAV) samt stridsteknisk UAV (SUAV). Den huvudsakliga skillnaden är storleken på luftfarkosten vilket direkt påverkar flygtid, räckvidd och typ av last som kan bäras. En taktisk UAV opererar normalt på större avstånd, högre höjder, längre tid och med bättre sensorkvalité än en stridsteknisk UAV.
| Svensk benämning | Typ  | Originalnamn             |
| ---------------- | ---- | ------------------------ |
| UAV 01 Ugglan    | TUAV | Sagem Sperwer            |
| UAV 02 Falken    | SUAV | Elbit Systems Skylark    |
| UAV 03 Örnen     | TUAV | AAI RQ-7 Shadow          |
| UAV 04 Svalan    | SUAV | Aerovironment Wasp III   |
| UAV 05A Svalan   | SUAV | Aerovironment Wasp III   |
| UAV 05B Korpen   | SUAV | Aerovironment RQ-20 Puma |

## Drönare med svensk anknytning
- Saab Filur (experimentflygplan)

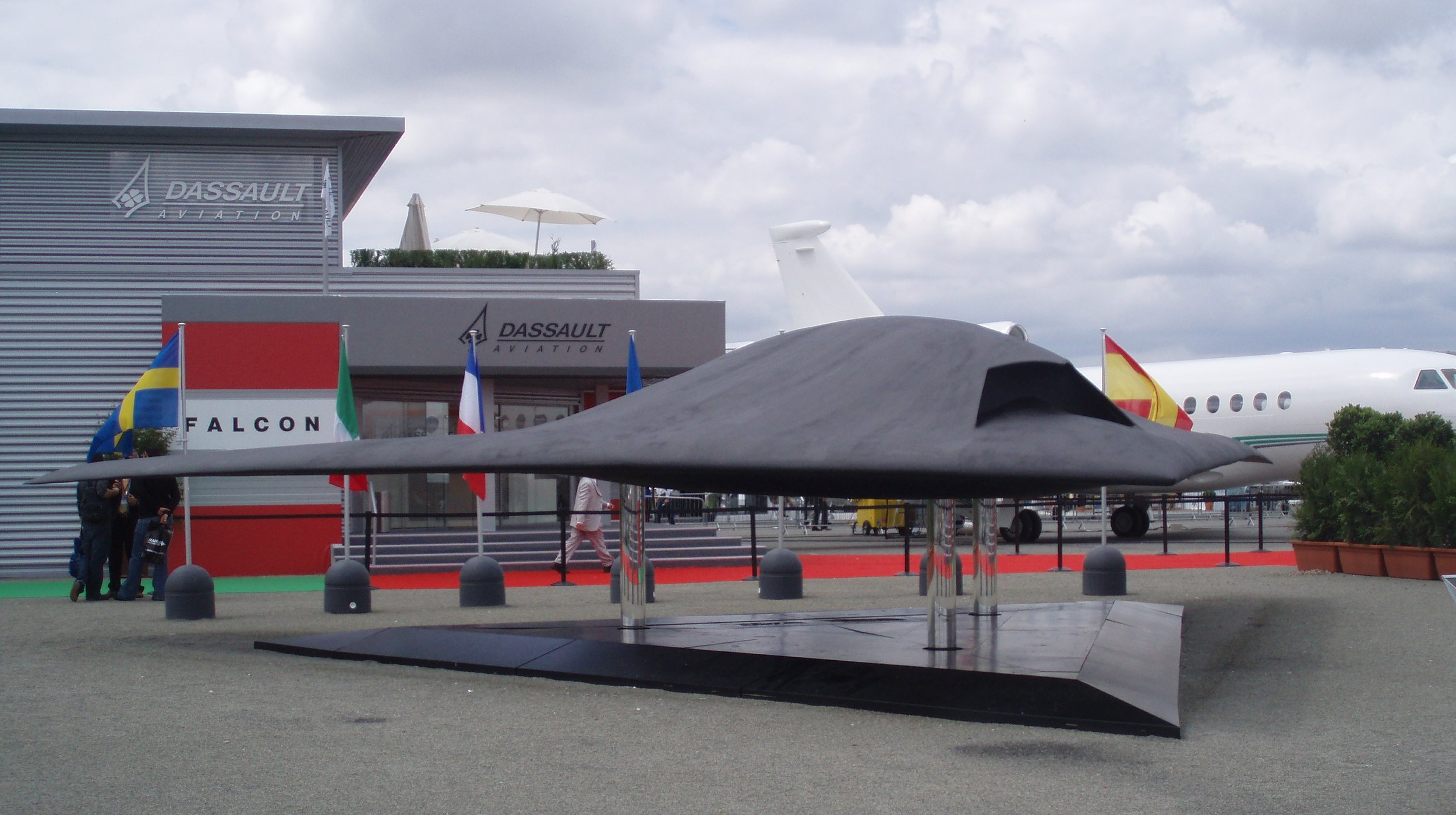
Dassault Neuron

- Saab SkeldarSaab Sharc (experimentflygplan)
- Saab Skeldar (UAV)

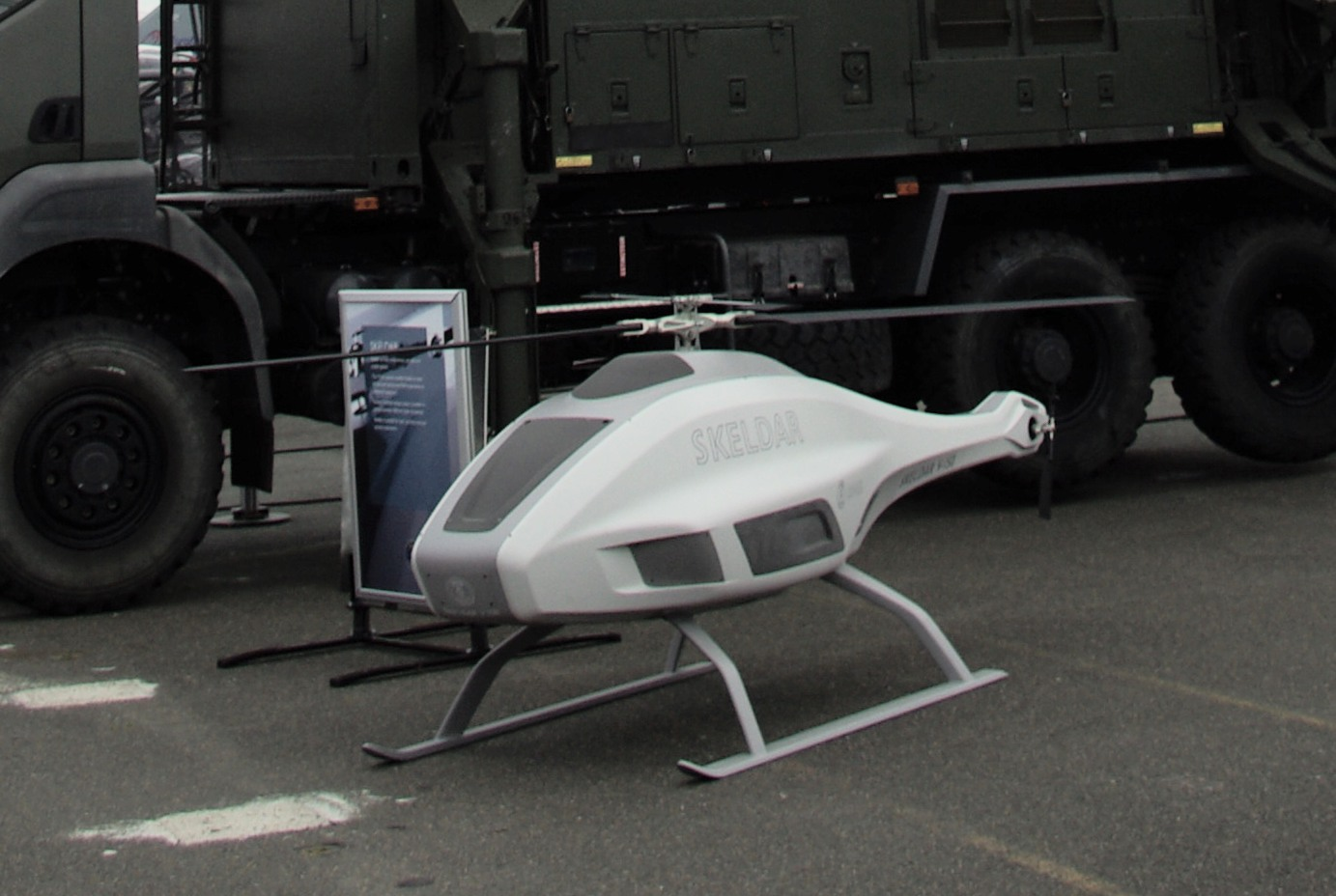
Saab Skeldar

- CybAero APID 55 (utvecklingshelikopter)
- Dassault Neuron (samarbetsprojekt med bl.a. Saab)
- UAS Europe Spy Owl 200
- UAS Europe Spy Owl 300

## Drönare för räddningsinsatser[25]
Drönaren kan vara ett bra verktyg vid räddningsinsatser. Några exempel:
- Skogsbränder
- Kemikalieolyckor
- Försvunnen person/drunkning
- Bränder i byggnader
- Ras och skred
- Trafikolycka, väg och järnväg
- Akutsjukvård
- Översvämning
- Oljeutsläpp
- Elavbrott
- Förebyggande insatser
- I samband med utvärdering av räddningsinsatser